# Ayabaca
Ayabaca ist die Hauptstadt der Provinz Ayabaca und des gleichnamigen Distriktes im Nordosten der Region Piura im Nordwesten von Peru. Beim Zensus 2017 wurden 5985 Einwohner gezählt. 10 Jahre zuvor lag die Einwohnerzahl bei 6047.
Ayabaca wurde im Jahre 1571 von den Spaniern gegründet, nachdem die Anzahl der indigenen Bevölkerung in der Region bereits stark dezimiert worden war. Der volle Name ist nach der ersten Stadtpatronin Ayabacas "Nuestra Señora del Pilar de Ayavaca". Die Stadt befindet sich in der westlichen Kette der Anden auf 2715 m. Der heutige Stadtpatron ist der "Señor Cautivo". Dessen großes Patronatsfest wird Jahr für Jahr um den 13. Oktober begangen und wird Jahr für Jahr von einer großen Schar Gläubigen besucht.
Im Jahr 1802 wurde Ayabaca von Alexander von Humboldt besucht, der die Höhe der Stadt auf 2715 Meter bestimmen konnte.